# Euophrys testaceozonata
Euophrys testaceozonata är en spindelart som beskrevs av Lodovico di Caporiacco 1922. Euophrys testaceozonata ingår i släktet Euophrys och familjen hoppspindlar. Inga underarter finns listade i Catalogue of Life.